# The Death of Klinghoffer
The Death of Klinghoffer is een opera van de in 1947 geboren Amerikaanse componist John Adams op een libretto van de dichter Alice Goodman. De eerste uitvoering vond plaats op 19 maart 1991 in de Koninklijke Muntschouwburg in Brussel, België.
De opera vertelt het waargebeurde verhaal van de kaping van het passagiersschip de Achille Lauro door het Palestine Liberation Front in 1985, waarbij de gehandicapte Joods-Amerikaanse passagier Leon Klinghoffer werd doodgeschoten en met zijn rolstoel in zee werd gegooid. Toen de opera eind 1991 en begin 1992 in de Verenigde Staten werd uitgevoerd was hij het middelpunt van een grote controverse. De Britse Channel 4-televisieversie uit 2003 met het London Symphony Orchestra werd gedirigeerd door Adams en geregisseerd door Penny Woolcock. In 2005 werd de opera ook nog uitgevoerd door de Scottish Opera op het Edinburgh Festival.

## De muziek
The Death of Klinghoffer is gecomponeerd in een stijl die te boek staat als minimalistisch en die wel vergeleken wordt met die van Philip Glass en Steve Reich. Adams wordt geïnspireerd door de religieuze oratoria van Johann Sebastian Bach. Het drama komt voornamelijk tot uiting in lange monologen van de individuele karakters, van commentaar voorzien door het koor, dat niet aan de actie deelneemt. Incidenteel overlappen de monologen momenten van actie, op die manier bijdragend aan de verwarring.
De stukken koorzang in de opera zijn afzonderlijk uitgevoerd en opgenomen als Koorzang uit Klinghoffer.

## De controverse-Klinghoffer
In een paginagroot artikel in de New York Times van 9 december 2001, hekelde de musicoloog Richard Taruskin van de University of California de opera. Hij beschuldigde John Adams ervan "het terrorisme te romantiseren." Zoals hij het zag gaf de opera veel luisteraars de indruk dat de Palestijnse terroristen werden weergegeven als mensen die voor een nobele zaak streden, wat op zijn beurt weer tot de nodige kritiek leidde.. Veel mensen waren van mening dat de opera antisemitisch was, en leden van de Jewish Information League demonstreerden tijdens de première in San Francisco. Na 11 september 2001 wordt het werk ook bekritiseerd als anti-Amerikaans. Taruskin dit met: "Omdat terrorisme bestreden en verslagen moet worden, moet de publieke opinie in de wereld duidelijk omslaan tegen dit terrorisme [...] en moeten terroristen niet langer geromantiseerd en voorgesteld worden alsof het Robin Hoods zijn en hun daden niet langer geïdealiseerd als terechte handelingen".
Fans van het werk zijn geneigd het met deze inschatting oneens te zijn omdat men er niet aan ontkomt de terroristische actie als zodanig te veroordelen, hoeveel sympathie het publiek geneigd is op te brengen voor een of twee van de kapers. Klinghoffer zelf wordt koelbloedig op het toneel vermoord; wanneer zijn echtgenote dit ontdekt wordt de gruwelijkheid ervan op ingrijpende wijze als laatste impressie aan de toeschouwers ten tonele gevoerd. De terroristen die hun acties en motieven beschrijven spreken over absolute waarden en moraliteit; als het publiek zich al verbonden voelt met hun menselijkheid, is dat snel verdwenen door de woorden die de afwezigheid van enige menselijkheid onmiskenbaar weergeven:
"The day that my enemy and I sit peacefully, each putting his cause and working towards peace - that day our hope dies, and I shall die, too."
Veel critici zijn echter van mening dat Adams te ver is gegaan, alleen al door het simpele feit dat terroristen als menselijke wezens op het toneel worden afgeschilderd. Voorstanders van de opera brengen daartegen in dat Adams de toeschouwers dwingt de confrontatie met de onderliggende oorzaken van het geweld aan te gaan. Volgens hen laat hij zien dat terroristen mensen zijn in plaats van tweedimensionale schurken, in plaats van alleen maar de gehersenspoelde kinderen van dat geweld de schuld te geven.

## Rolverdeling
| Rol                              | Stemtype     | Premièrebezetting, 19 maart 1991 (Dirigent: Kent Nagano) |
| -------------------------------- | ------------ | -------------------------------------------------------- |
| De kapitein van de Achille Lauro | bariton      | James Maddalena                                          |
| De eerste officier               | bas-bariton  | Thomas Hammons                                           |
| 'Rambo', een terrorist           | bas-bariton  | Thomas Hammons                                           |
| Zwitserse grootmoeder            | mezzosopraan | Janice Felty                                             |
| Oostenrijkse vrouw               | mezzosopraan | Janice Felty                                             |
| Brits dansmeisje                 | mezzosopraan | Janice Felty                                             |
| Molqi, een terrorist             | tenor        | Thomas Young                                             |
| Mamoud, een terrorist            | bariton      | Eugene Perry                                             |
| Leon Klinghoffer                 | bariton      | Sanford Sylvan                                           |
| Omar, een terrorist              | mezzosopraan | Stephanie Friedman                                       |
| Marilyn Klinghoffer              | alt          | Sheila Nader                                             |

Nixon in China (1987) · The Death of Klinghoffer (1991) · I Was Looking at the Ceiling · and Then I Saw the Sky (1995) · El Niño (2000) · Doctor Atomic (2005) · A Flowering Tree (2006)